# Тучепи (Албанија)
Тучепи (алб. Tuçep) је насељено место у општини Булћиза у округу Дибер, Албанија. Према попису из 1989. године било је 589 становника.
Према бугарском географу и историчару, Василу Канчову, у Тучепу је 1900. године живело 20 Словена хришћана и 160 Словена муслимана. Српски етнограф Миленко Филиповић, 1940 године наводи да је Тучеп словенско муслиманско село, а до 1912. године већину су чинили Словени православци.